# Tiarmede blæksprutter
Tiarmede blæksprutter (Decapodiformes) er en overorden i klassen blæksprutter. De er kendetegnet ved at have stilkede sugekopper med kitinringe. To af de ti arme er lange fangarme. Kroppen er typisk relativt slank og forsynet med finner. De varierer meget i størrelse, fra kolosblæksprutten og kæmpeblæksprutten der kan blive over 10 meter lange og er verdens største hvirvelløse dyr, til arterne i ordnen Idiosepida med en typisk kropslængde på kun 1-2 cm.
Tiarmede blæksprutter er rovdyr, der findes i alle verdens have, både nær bunden og i de fri vandmasser, men der er ingen blæksprutte-arter i ferskvand. Nogle arter lever mest alene, mens andre forekommer i store stimer. Flere arter er spiselige og fanges i store mængder af fiskere, også i Danmark. De vokser generelt meget hurtigt og lever typisk kun ét eller nogle få år. De yngler kun én gang i livet, og dør kort efter de har lagt deres æg. Arten Humboldt har nogle af biologiens hårdeste materialer i sit næb.

## Klassifikation
De nulevende arter i Decapodiformes deles i seks ordner:
- Orden: Bathyteuthida (kun dybshavs-slægterne Bathyteuthis og Chtenopteryx)
- Orden: Idiosepida (kun slægterne Idiosepius og Xipholeptos)
- Orden: Myopsida (mange arter, fx loligoblæksprutte)
- Orden: Oegopsida (mange arter, fx kolosblæksprutte, kæmpeblæksprutte, Taningia danae)
- Orden: Sepiida (mange arter, fx sepiablæksprutte)
- Orden: Spirulida (kun Spirula spirula og flere forhistoriske arter)

I alt er 22 arter af blæksprutter registreret i Danmark, hvoraf de 18 er tiarmede blæksprutter i ordenerne Myopsida, Oegopsida og Sepiida, mens de 4 resterende er ottearmede blæksprutter.

## Billeder
- Arter af tiarmede blæksprutter i Danmark (billed mangler: Rossia palpebrosa)
- Dværgblæksprutte (en) (Alloteuthis subulata)
- Loligoblæksprutte (Loligo forbesii)
- Europæisk loligo (en) (Loligo vulgaris)
- Kæmpeblæksprutte (Architeuthis dux)
- Gonatus fabricii (en)
- Rød blæksprutte (en) (Illex coindetii)
- Ommastrephes bartramii (en)
- Onychoteuthis banksii (en)
- Flyveblæksprutte (en) (Todarodes sagittatus)
- Todaropsis eblanae (en)
- Ross's blæksprutte (en) (Rossia macrosoma)
- Sepia elegans (en)
- Sepiablæksprutte (Sepia officinalis)
- Sepia orbignyana (en)
- Sepietta oweniana (en)
- Sepiola atlantica (en)
- Sepiola (en) (Sepiola rondeletii)